# Office du couronnement

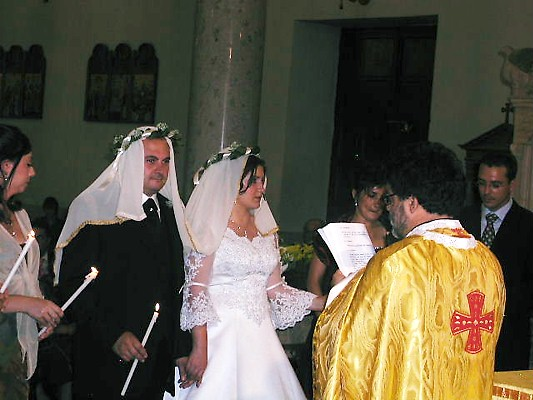
Un couple de mariés couronnés lors d'une cérémonie de mariage byzantine catholique.

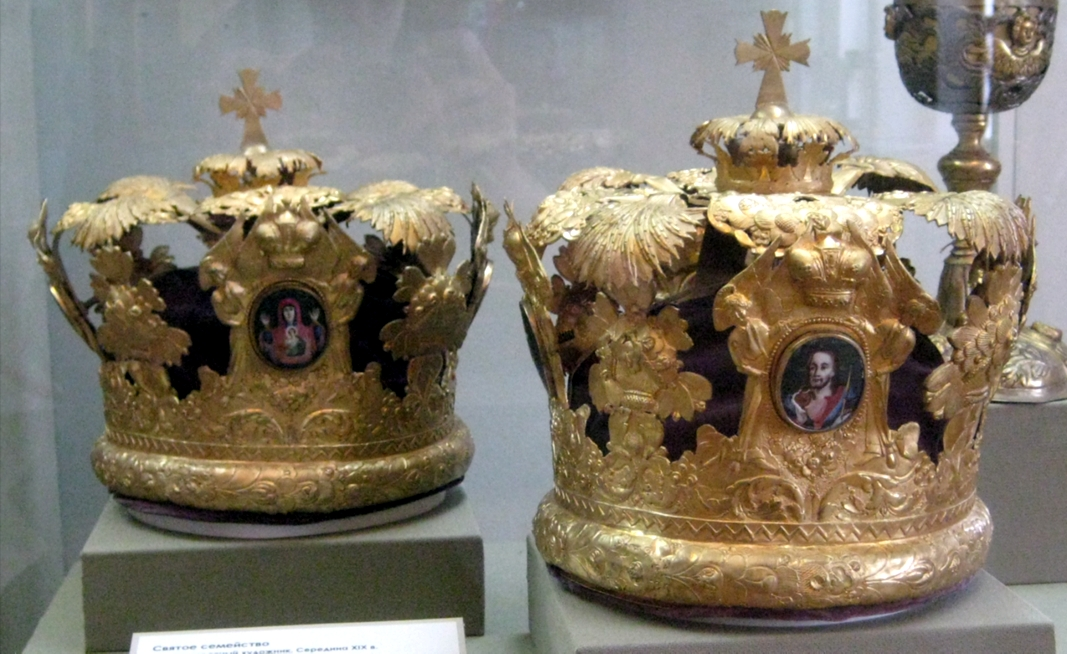
Couronnes pour la cérémonie de mariage orthodoxe russe (19e siècle).

Pour les articles homonymes, voir couronnement.
L'office ou mystère du couronnement est l'un des rites qui composent le sacrement du mariage dans le christianisme orthodoxe,. Lors de la célébration de ce mystère, le prêtre récite d'abord des prières et bénit le couple. Le couple échange ensuite trois fois des anneaux. Puis, ils se tiennent debout sur le rouchnik, et expriment à nouveau leur accord de se marier et embrassent l'image du Sauveur sur les couronnes. Enfin, les couronnes sont tenues au-dessus de leurs têtes (ou placées sur leurs têtes) par les témoins, alors que le couple tient les bougies allumées. 